# 仙川
仙川（せんかわ、せんがわ）は、東京都を流れる一級河川。多摩川水系野川の支流である。

## 地理

### 上流側（人工河川部）
東京都小金井市貫井北町三丁目の新小金井街道直下が「上流端」と定められ、東京都による立札が設置されている。ただし、この地点への雨水排除管があり、その流路は道路沿いにサレジオ小学校・中学校敷地内の庭園へ辿ることができる。
この上流端を含め、現在の上流部は河川整備によりコンクリート水路となっていて、晴天時水量はゼロに近いが、かつては畑と薮の中を延々と続く小渓谷を形成し、1960年代までは周囲に湧き水を見ることができたという。1947年の空中写真でも、現在の情報通信研究機構本部近くの林地に及ぶ流路を確認できる。
ただし、明治から戦後まもなくに掛けての地形図では、現在の上流端から北東側、中央大学附属中学校付近に河川記号の上流端が描かれており、そこから南東に流れ、本町住宅南方、稲穂神社北東側で現在の流路となる。現在の上流端から稲穂神社北東までの間に河川記号は描かれていない。
稲穂神社付近には、「築樋（つきどい）」と呼ばれる江戸時代に作られた水路同士の立体交差箇所があり、昭和初期のある期間、小金井用水（砂川用水〜深大寺用水の分水路）から仙川へ水を一定量落としていた。これは、当時「死の水」と称されるほど劣悪となっていた仙川の水質を少しでも緩和するためだったといわれる。小金井用水も水は流れていないが、築樋の立体交差は見ることができ、説明板も立てられている。
源流域からおおむね東に向かい、公務員住宅の横を流れ、市街地（北大通り北側歩道と重複する箇所は暗渠）を曲がりながら武蔵野市に入る。亜細亜大学や桜堤団地（サンヴァリエ桜堤）敷地内の仙川緑地を経由しながら、流路を南に向きに変える。武蔵境駅の少し東でJR中央本線の下をくぐり、市街地（一部暗渠）を曲がりながら抜けてゆく。このあたりでもふだん水のない状態は変わらない。やがて東京都道12号調布田無線を越えて三鷹市に入る。上連雀から下連雀の街区に流路を形成。しばらくの間は住宅街を直線的に進むコンクリート溝渠が続く。水源の森あけぼのふれあい公園の箇所だけ例外的に河川まで降りることが可能だが、随時水流があるわけでは無い。一部は道路下を進む為、河川として連続性が無くなる。

### 下流側（天然河川部）
三鷹市を上連雀の街区を越え、新川六丁目を過ぎ、野川宿橋の所から川幅が広がり、流れも自然な蛇行となる。ここで地下から汲み上げた水を放流する。ここが21世紀現在確立された最初の水源である（正確には地下水汲み上げ場所である新川天神山青少年広場付近にある樋口取水場）。少しずつ蛇行しながらおおむね南東方向に流れてゆき、調布市に入る。
少し下流で再び三鷹市の境界に触れるが、そこで三鷹市東部下水処理場の高度処理水が放流される。水量もある程度のものになったところで、住宅地の広がる緑ケ丘や仙川町を抜け、国道20号や旧甲州街道と交差し、世田谷区に入る。
京王電鉄京王線と交差し、両岸に祖師谷公園を見て通り抜け、成城に達して成城学園の横を流れる。小田急小田原線をくぐり、成城の東を流れ、世田谷通りと交差して大蔵住宅の横を流れ東名高速と交差する。世田谷区鎌田で北西から流れ来る野川に合流する。
世田谷区岡本三丁目には堰があり、水浄化施設へと水が送り込まれる。ここで浄化された水はそのまま仙川下流に流されるほか、地下導水管により谷戸川と谷沢川に送水している。

## 名称の由来
現在の三鷹市にある「新川丸池公園」にかつて丸池という湧水池があった（現在の丸池は2000年に復元されたもの）。たくさん水が湧いていたことから「千釜（せんがま）」と呼ばれていた。この「千釜」という言葉が仙川の由来といわれている。また、流域に仙人が住んでいた伝説からという説もある。

## 災害史
1966年（昭和41年）6月28日、台風4号による豪雨により氾濫した。警視庁警備課調べで床下浸水28,352戸、床上浸水5,819戸を記録した。被害の影響から、警察・消防の救命ボートを用い付近の小学校に集団避難を行った。これは1958年（昭和33年）9月の狩野川台風以来の被害規模だった。また、氾濫の影響で、世田谷区立烏山小学校の井戸水に汚水が混ざり濁った。その後、児童250人が下痢を訴えた。学校側は井戸水の飲用を禁じた上で水筒の持参を求めていたが、暑さにより隠れて飲んだ児童がいたと考えられている。
1982年（昭和57年）9月12日、台風18号によって内水が発生。祖師谷5丁目、6丁目では13件の床下浸水、鎌田4丁目で1件の床上浸水を記録した。
2005年（平成17年）9月4日、台風14号が刺激した前線により、集中豪雨が発生し、氾濫（合流先の野川も氾濫）した。鎌田で浸水家屋多数。

## 支流
支流には河川法上の河川はない。遊歩道に名前と姿を残すものでは、世田谷区北烏山地区から流れる中川が存在する。

## 流域の自治体
東京都
小金井市、武蔵野市、三鷹市、調布市、世田谷区

## 橋梁
- 上連雀第一之橋  - 東京都道12号調布田無線 （東京都三鷹市）
- 上連雀第二之橋
- 上連雀第三之橋 そばに水源の森あけぼのふれあい公園がある。
- 上連雀第五之橋 そばに水源の森あけぼのふれあい公園がある。
- 上連雀第六之橋
- 上連雀第七之橋
- 上連雀第八之橋
- 上連雀第九之橋
- 上連雀第十之橋
- 若葉橋
- 下連雀九之橋
- 下連雀三之橋
- 長久保五之橋（東京都三鷹市）
- 野川宿橋 - 人見街道。樋口取水場から汲み上げられた地下水を放流。
- 長久保一之橋
- 長久保二之橋
- 新川大橋 - 東京都道14号新宿国立線 （東八道路）
- 長久保三之橋
- 長久保橋 - 仙川平和公園内
- 長嶋橋 - 仙川平和公園内
- 上仙川橋
- 稲荷橋
- 勝渕橋
- 谷端一之橋
- 谷端三之橋
- 谷端三之橋
- 中央自動車道（調布市/三鷹市）
- 東一之橋 - 天神山通り（調布市/三鷹市）
- 千羽橋 - （調布市）
- 中条橋
- 緑橋
- 弁天橋
- （橋） - 仙川中継ポンプ場
- 宅添橋
- 柳川橋
- 仙川橋 - 国道20号（甲州街道）（調布市・世田谷区、河川管理区域の境界）
- 大川橋 - 東京都道229号府中調布線（旧甲州街道）（世田谷区）
- 京王電鉄京王線橋梁
- 宮前橋
- 黒橋 - 親柱のうち1本は烏山小学校のタイムカプセルとなっており、平成4年の改修工事で設置され、平成15年10月に烏山小学校130周年記念行事の一環として開封と封入が行われた。タイムカプセルを閉じるネジは特殊なもので、大切に保存されている。
- みどり橋 - 人道橋。そばに佼成学園幼稚園がある。
- 祖師谷橋
- 祖師谷中橋 - 人道橋。そばに駒沢大学野球部施設がある。
- 宮下橋 - 東京都道118号調布経堂停車場線。そばに上祖師谷神明社がある。
- せきれい橋 - 祖師谷公園内の人道橋。
- 鞍橋（くらばし） - 鞍橋通り
- 大石橋（たいしばし）
- 稲荷山橋
- さくら橋 - 人道橋。成城幼稚園、成城学園初等学校付近。
- 成城学園構内連絡橋
- 東原橋（ひがしはらばし） - 人道橋
- 成城橋
- 小田急電鉄小田原線橋梁
- 無名三号橋
- 竜沢寺橋（りゅうたくじばし）
- 打越橋（うちこしばし）
- 三の橋 - 東宝成城住宅公園
- 二の橋 - 東宝スタジオ構内
- 一の橋 - 東宝スタジオ構内
- 石井戸橋
- 大蔵水道橋 - 東京都道428号高円寺砧浄水場線（荒玉水道道路）
- 大蔵橋 - 東京都道3号世田谷町田線（世田谷通り）
- 上谷戸橋
- 愛宕橋
- 中之橋
- 清水橋
- 砧高架橋 - 東名高速道路
- 新打越橋（しんおつこつはし）
- 堰 - 水浄化施設の一部
- 氷川橋 - 大蔵氷川神社に由来
- 西谷戸橋（にしやどはし）
- 水神橋
- 鳥居田橋
- 田中之森橋
- 鎌田橋 - 東京都道11号大田調布線（多摩堤通り）

### ギャラリー

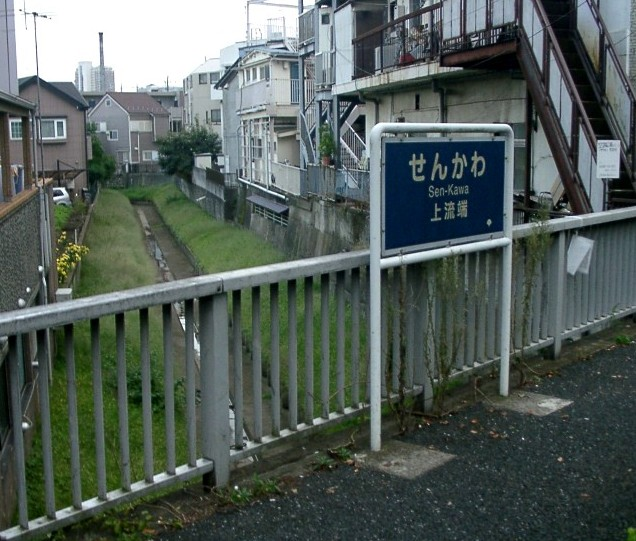
新小金井街道の上流端表記（小金井市貫井北町）
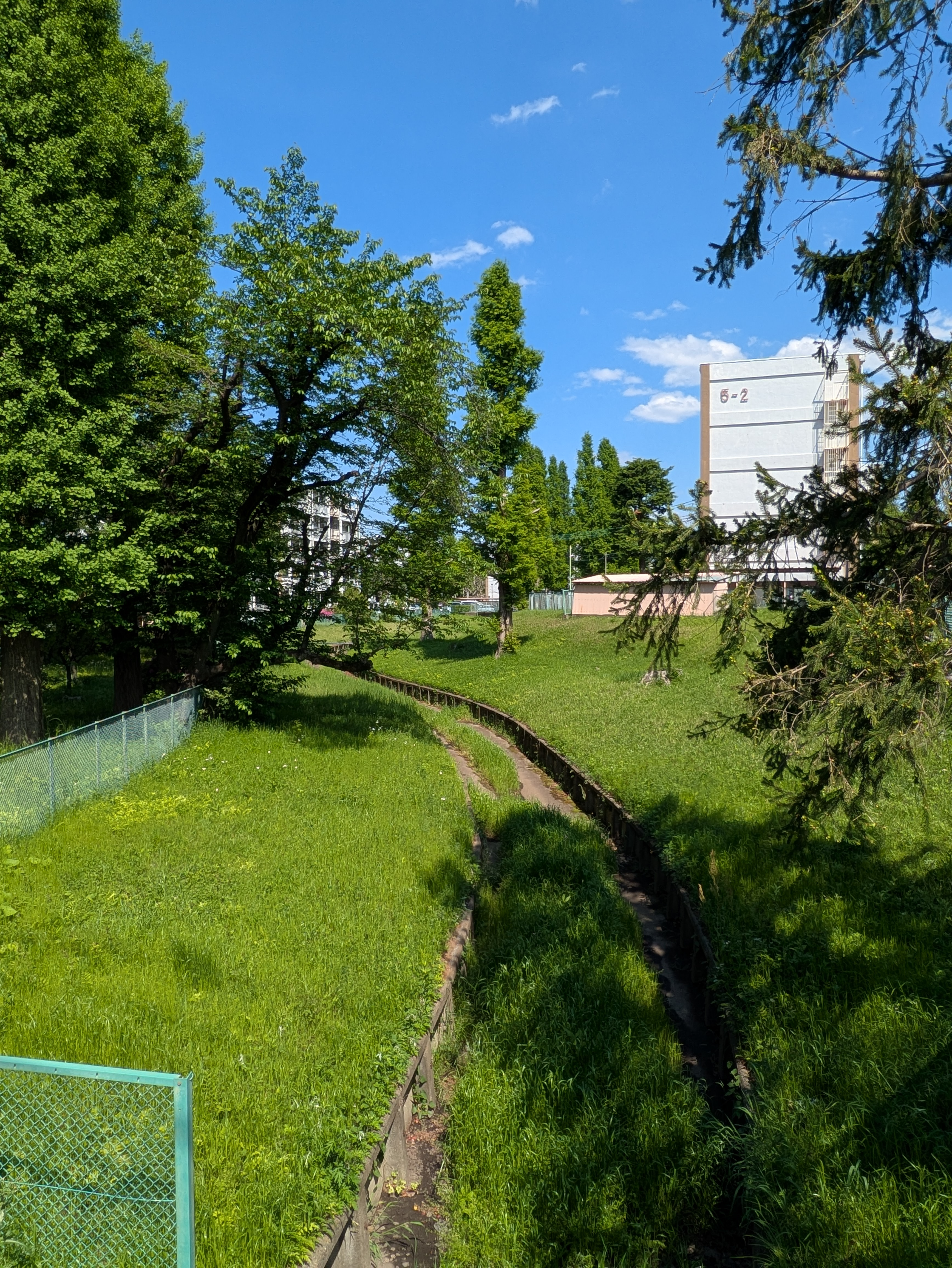
小金井住宅付近(小金井市本町）
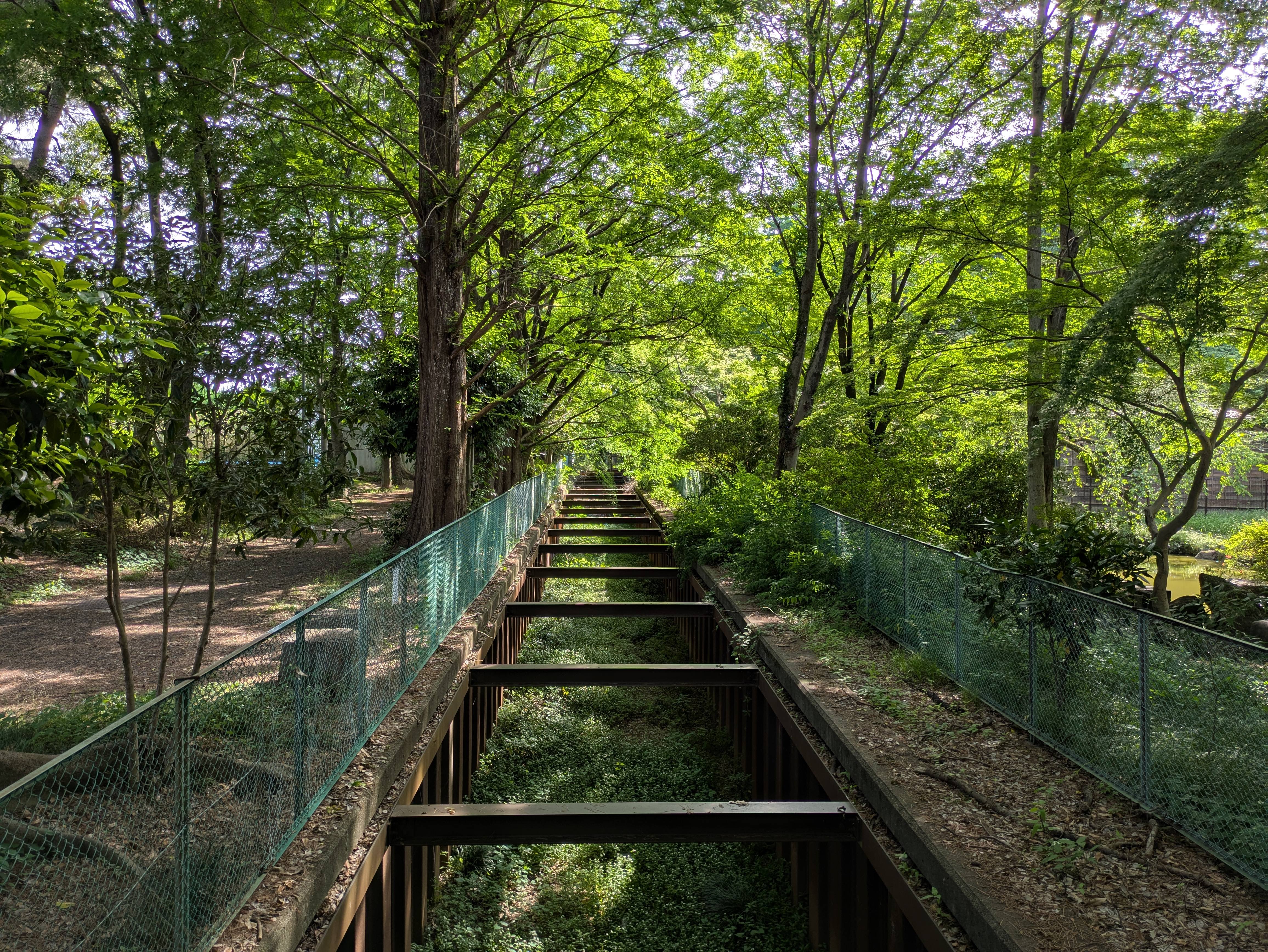
浴恩館公園内の仙川（小金井市緑町）
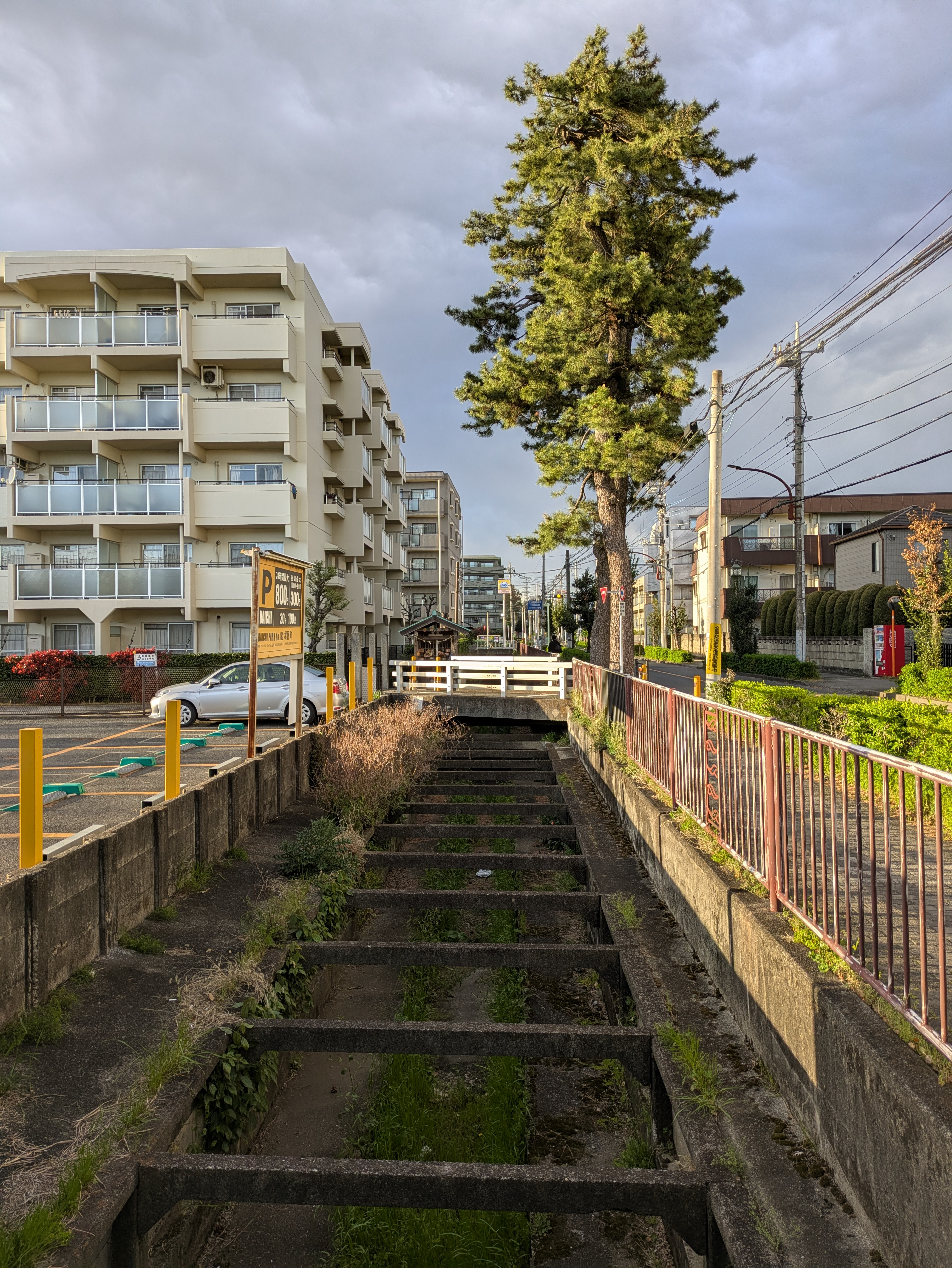
梶野町内の仙川(小金井市梶野町)
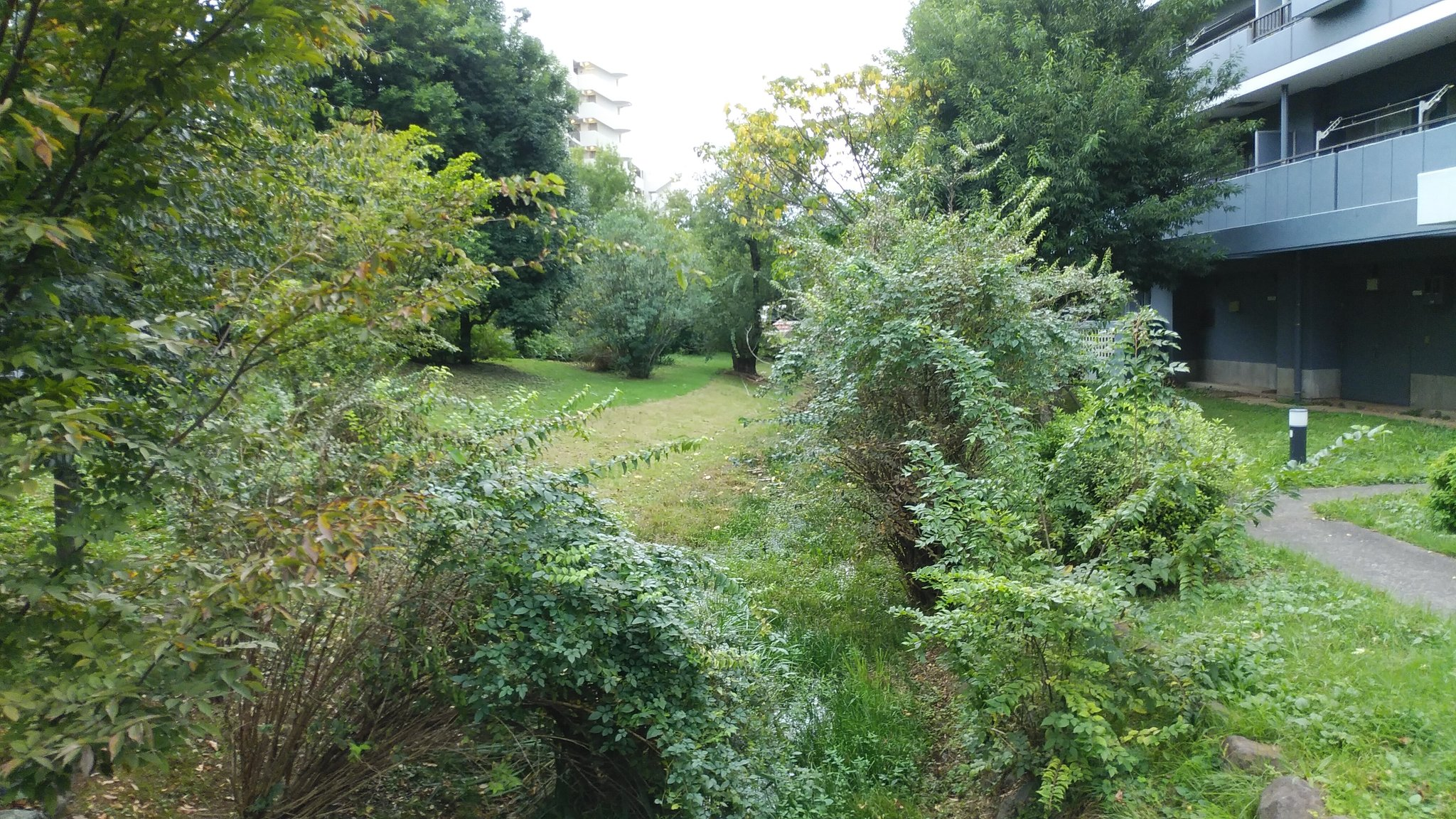
サンヴァリエ桜堤、仙川緑地内の流路（小金井市桜堤）
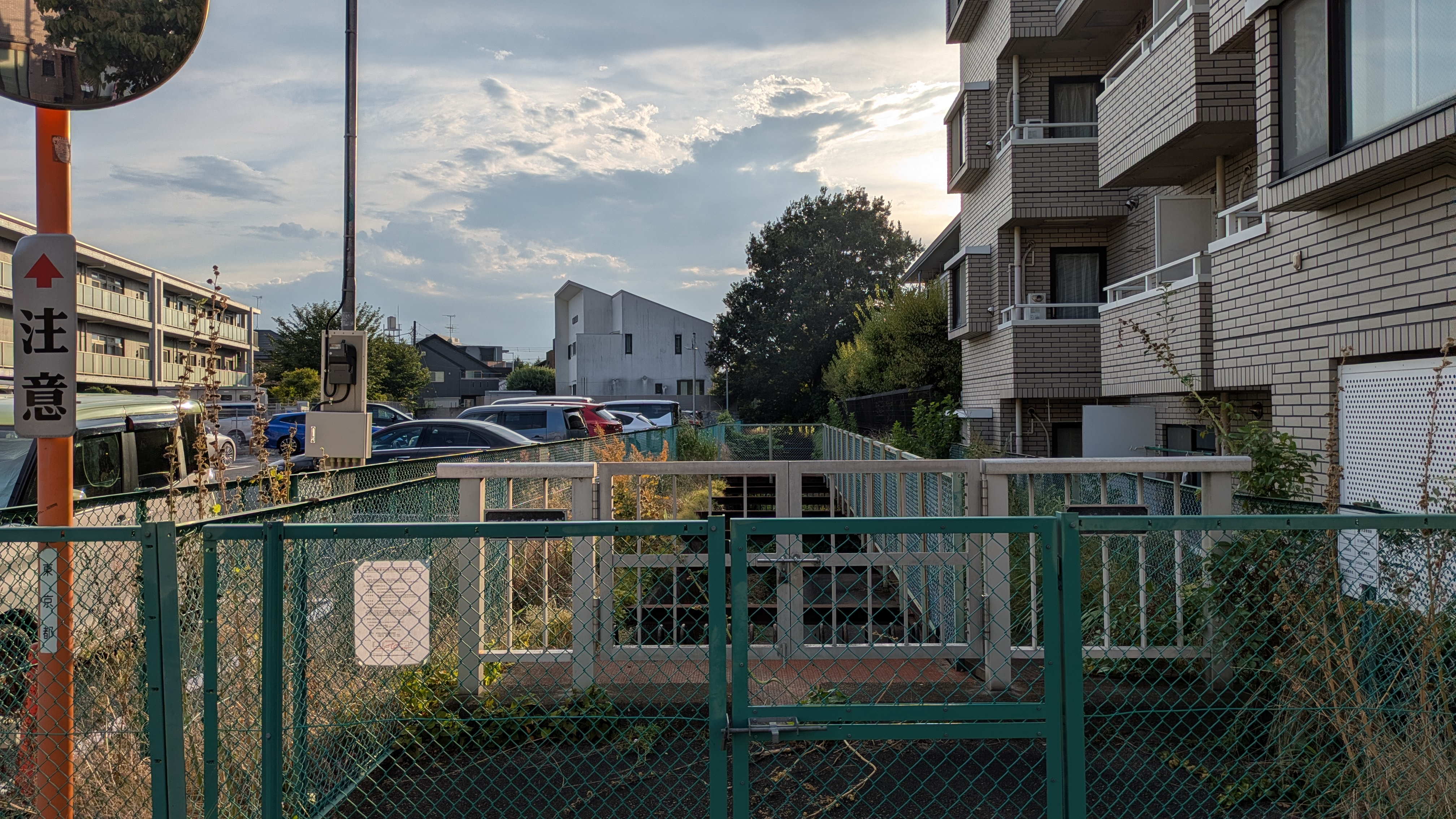
仙川の武蔵境通り接続部（武蔵野市境）（2025年8月）
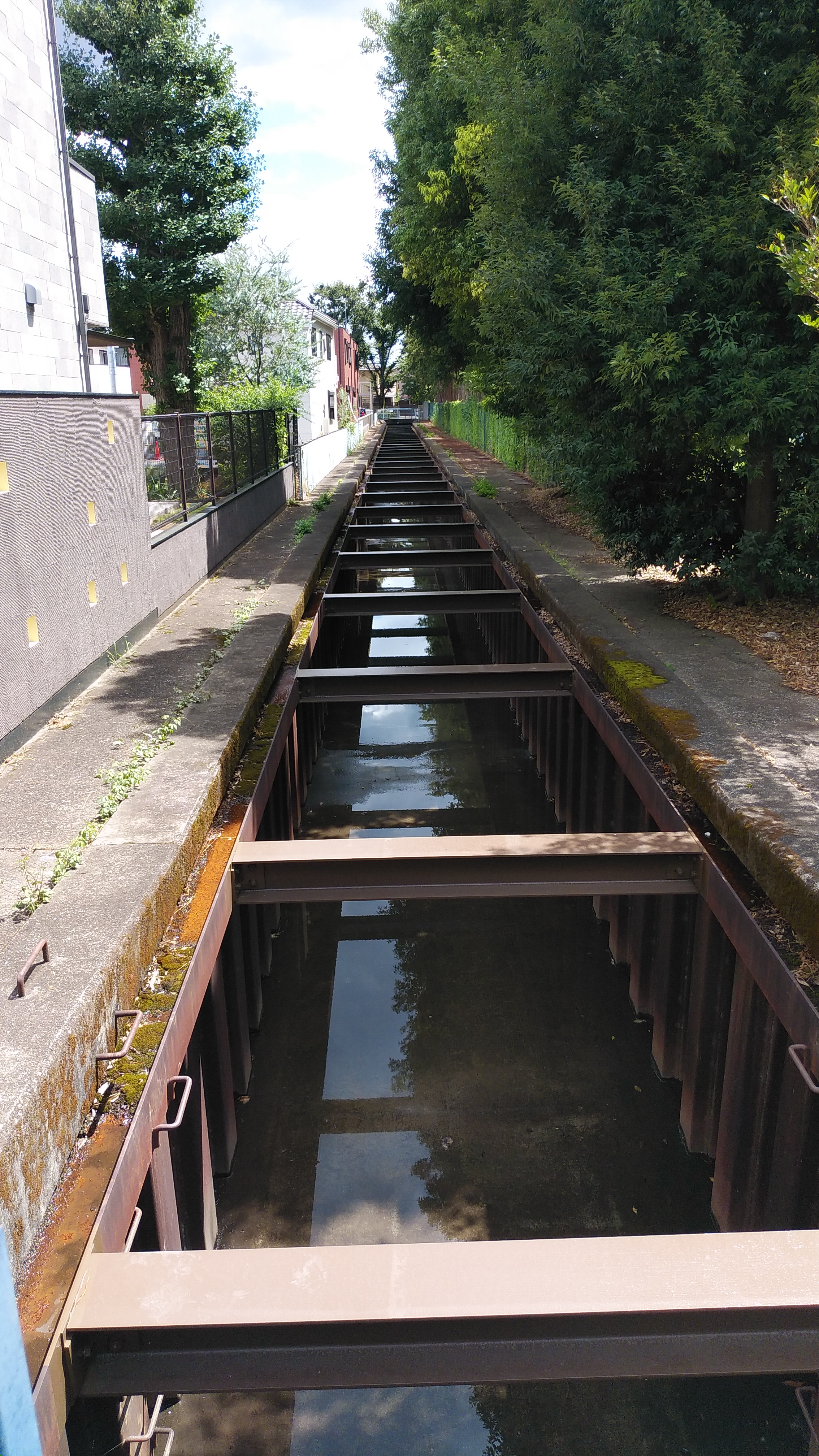
境南町の溝渠（武蔵野市境南町）
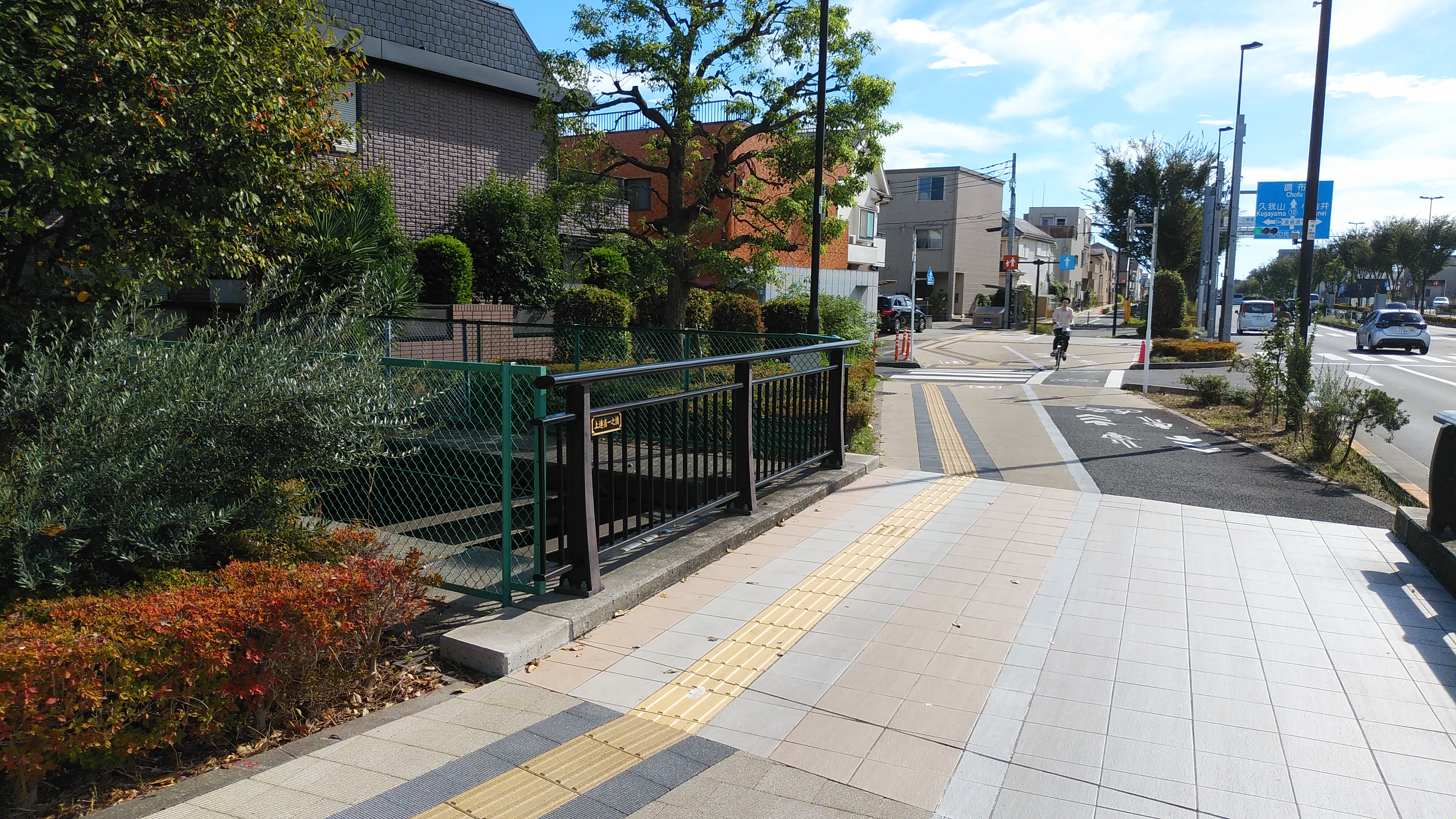
調布保谷線に存在する上連雀第一之橋。（三鷹市上連雀）
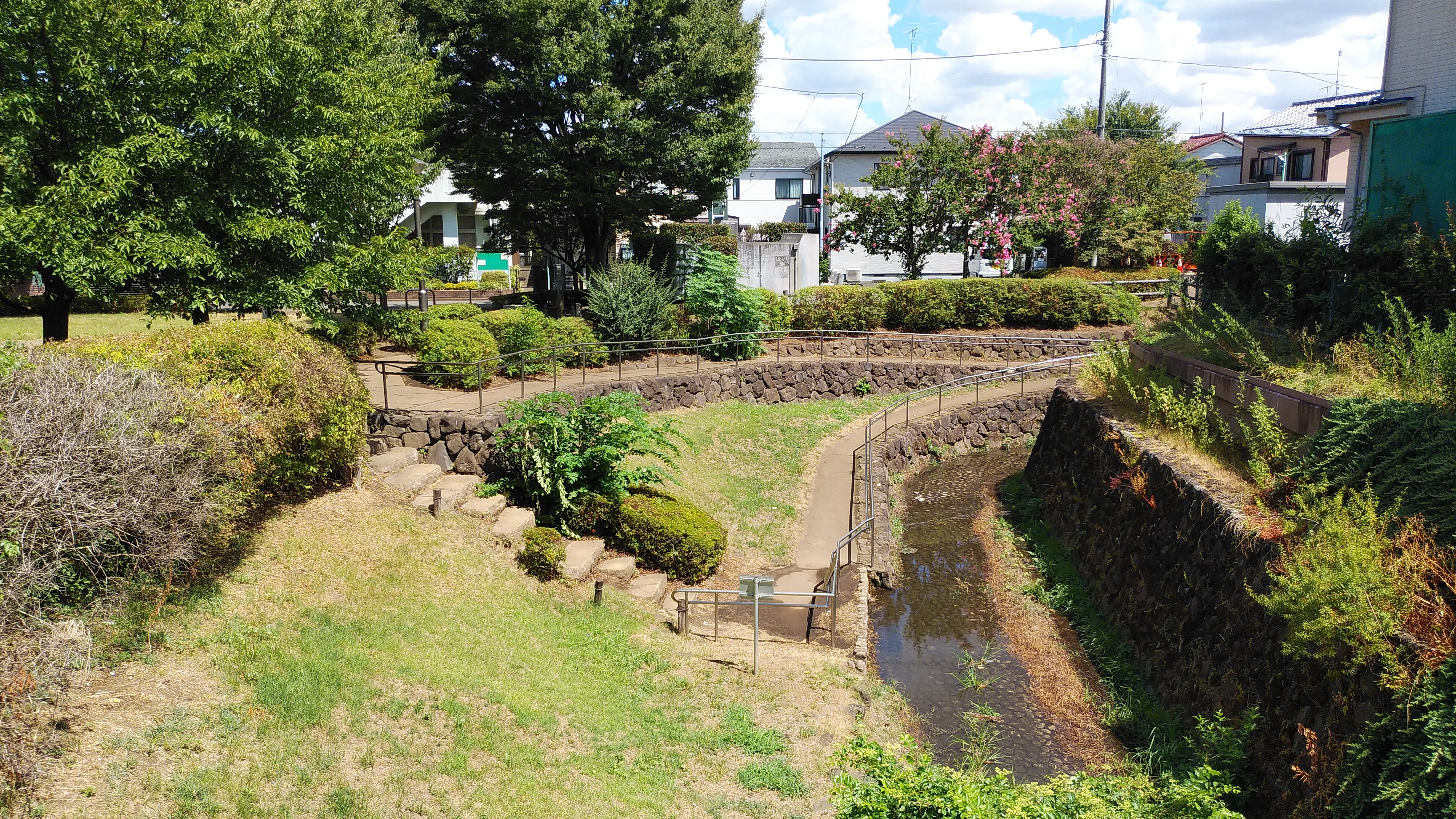
水源の森あけぼのふれあい公園。水面付近まで降りられる（三鷹市上連雀）
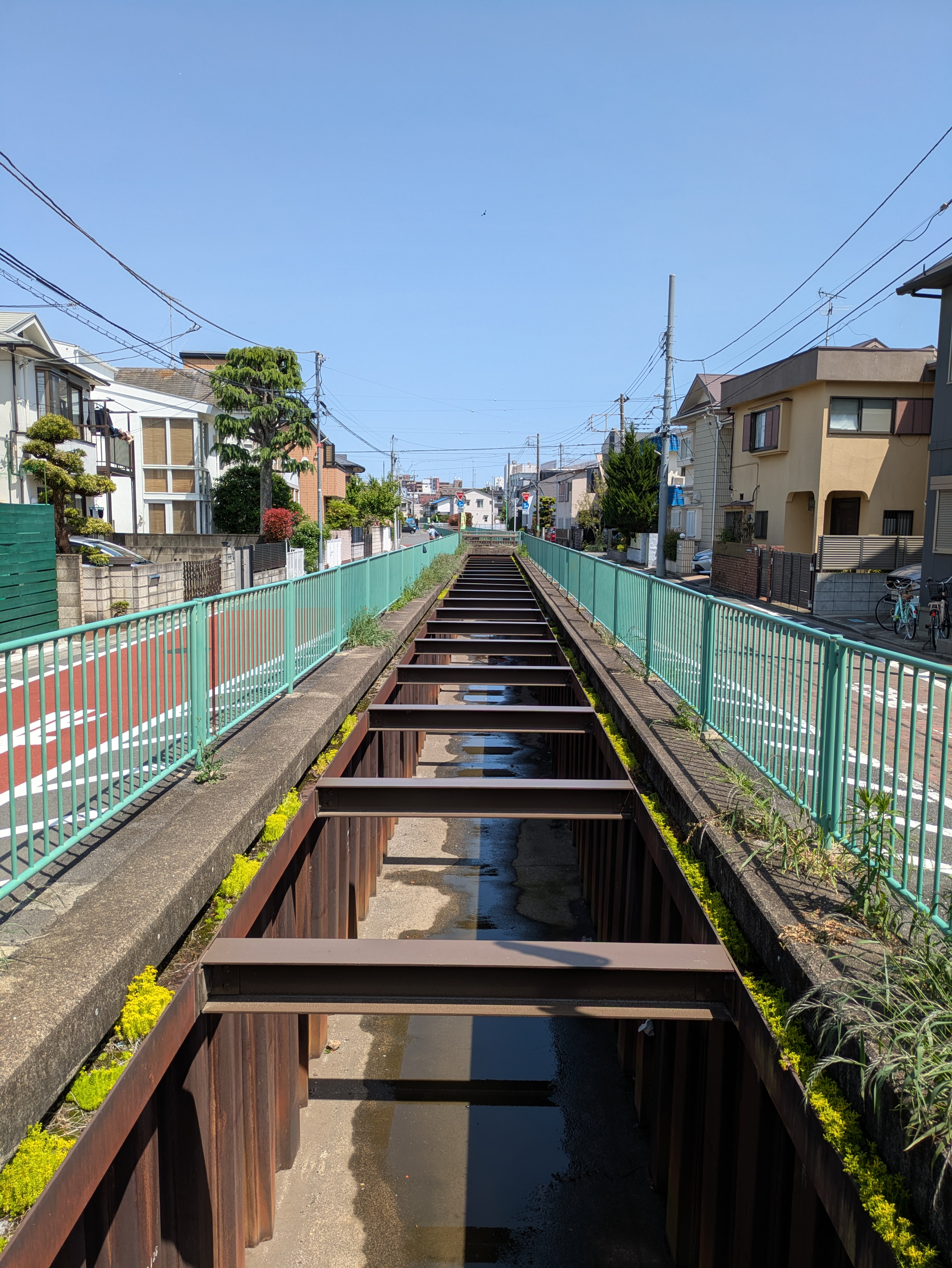
三鷹市上連雀の仙川溝渠部(三鷹市上連雀)
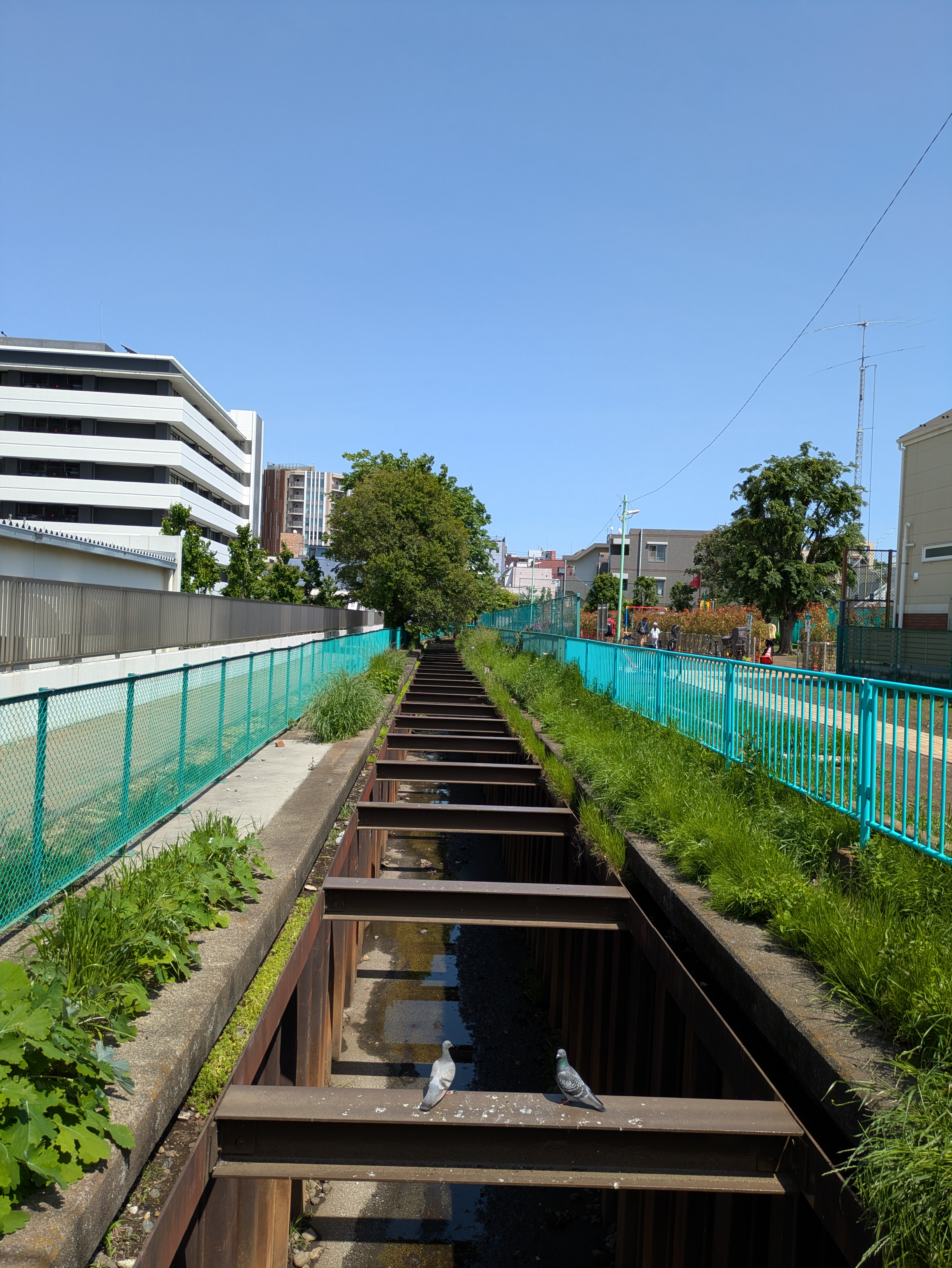
上連雀児童公園付近(三鷹市上連雀)
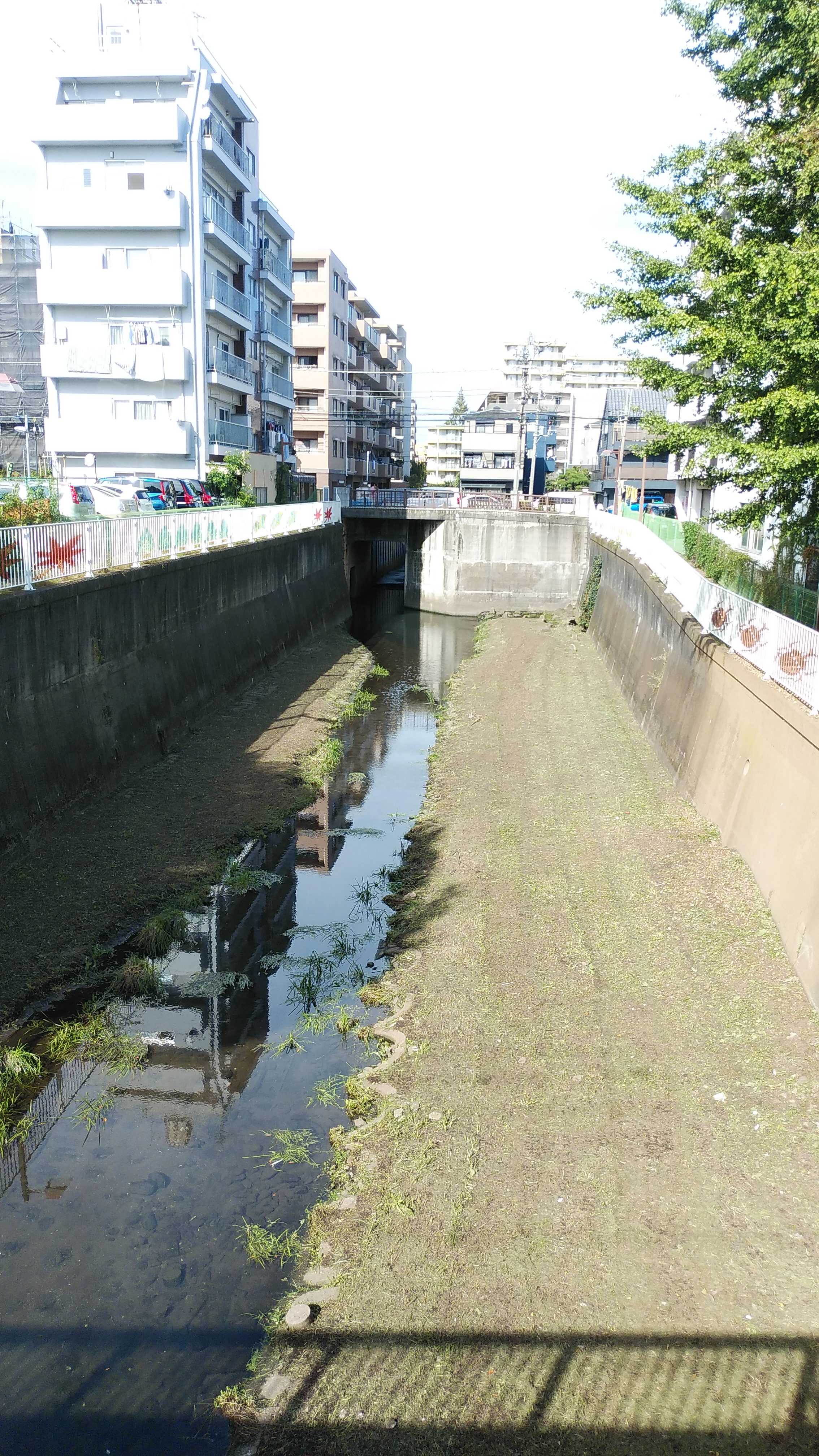
野川宿橋より、溝渠から自然河川に変化する（三鷹市新川）
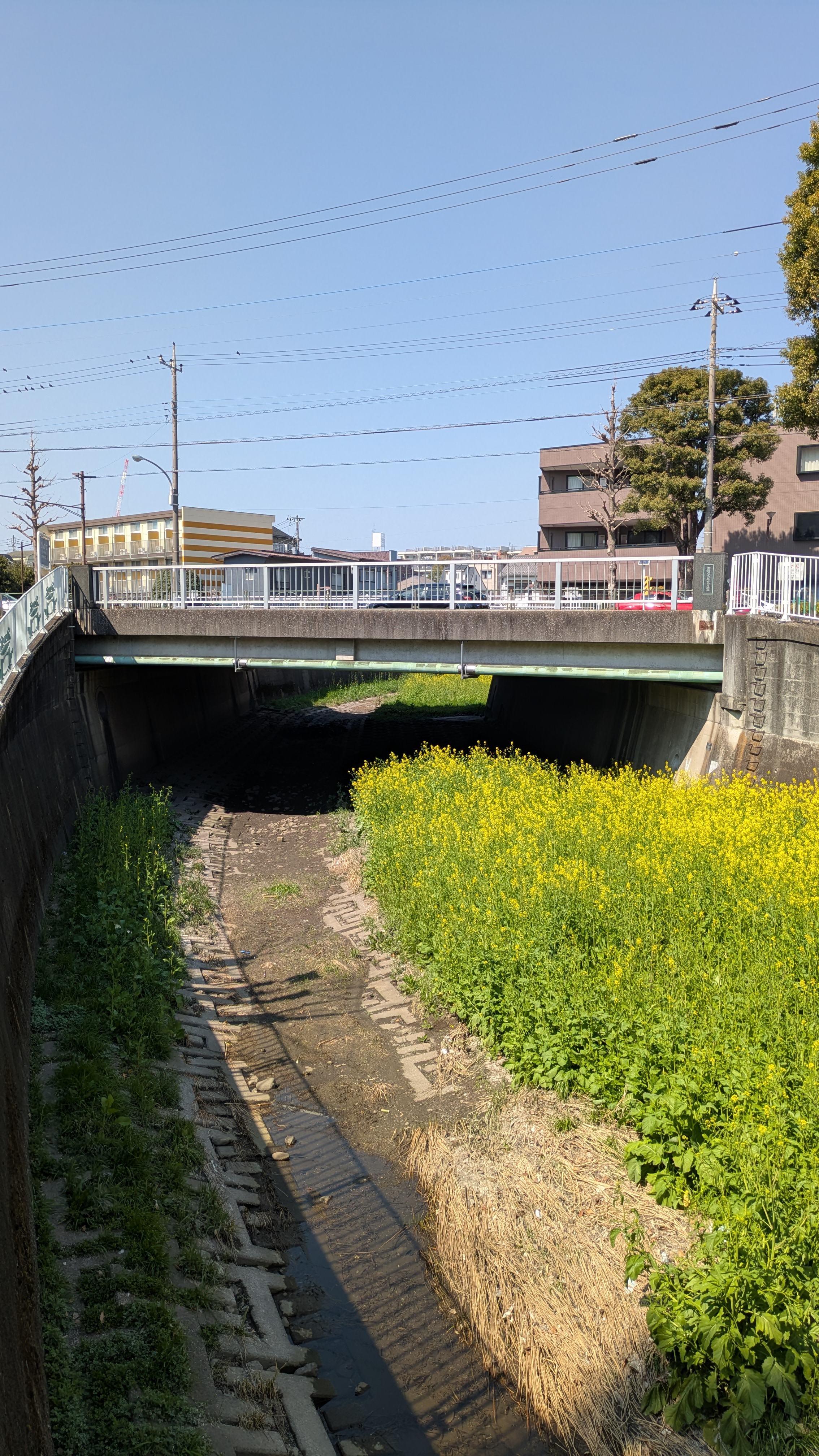
東八道路と交差する新川大橋（三鷹市新川）
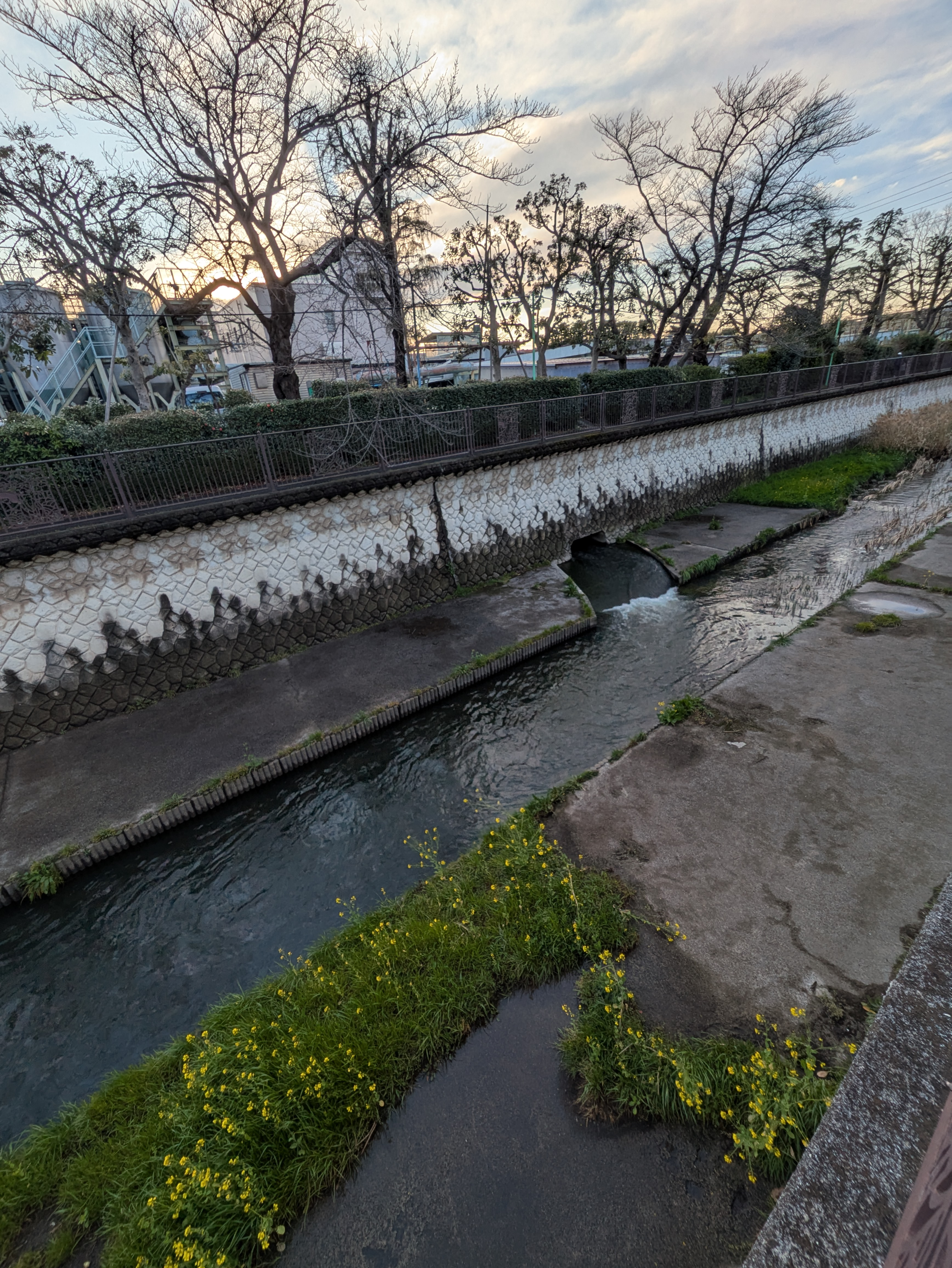
三鷹市東部水再生センターと仙川（三鷹市新川）
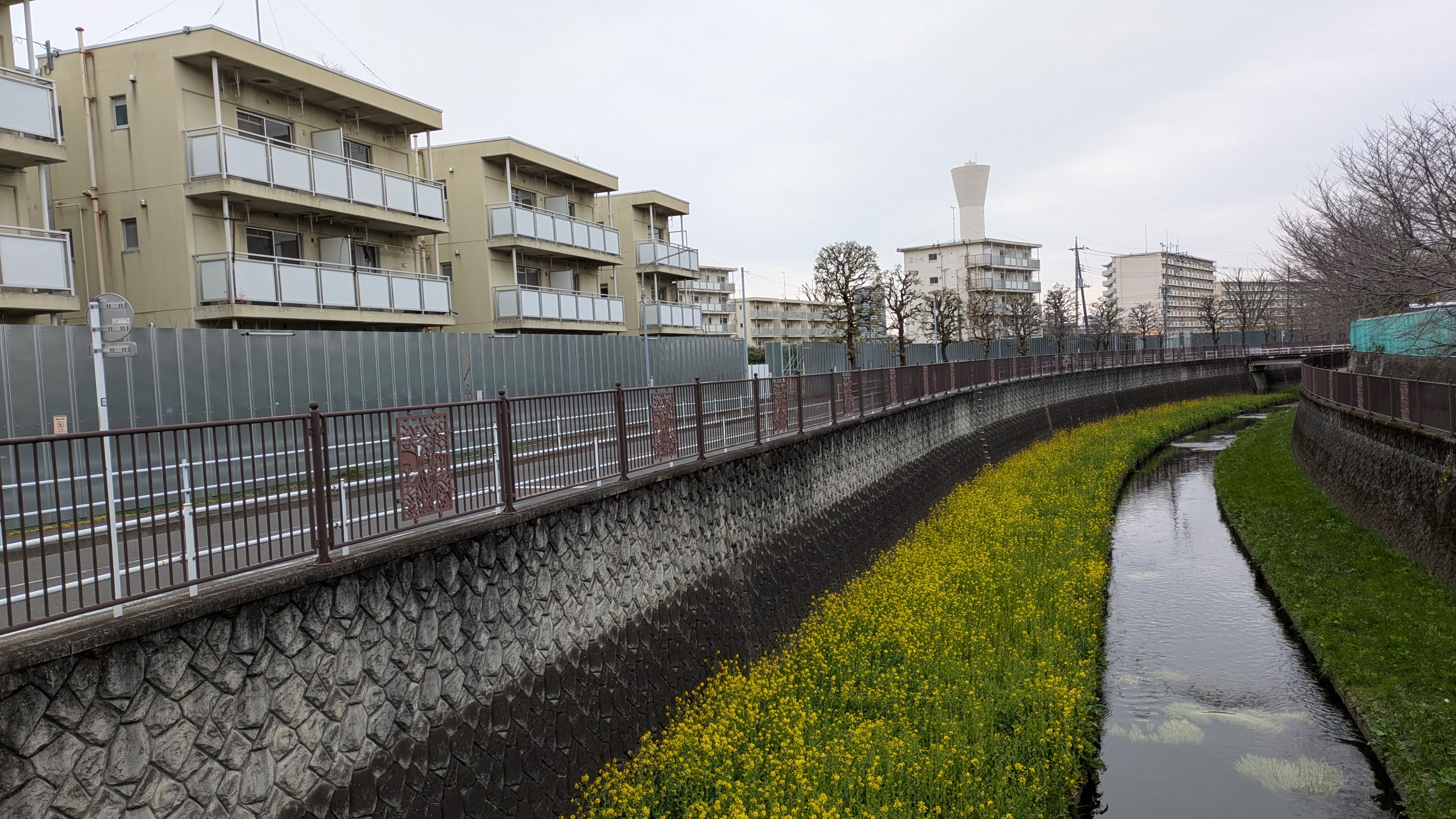
取壊しが進む緑ヶ丘団地と給水塔と仙川（調布市緑ケ丘）
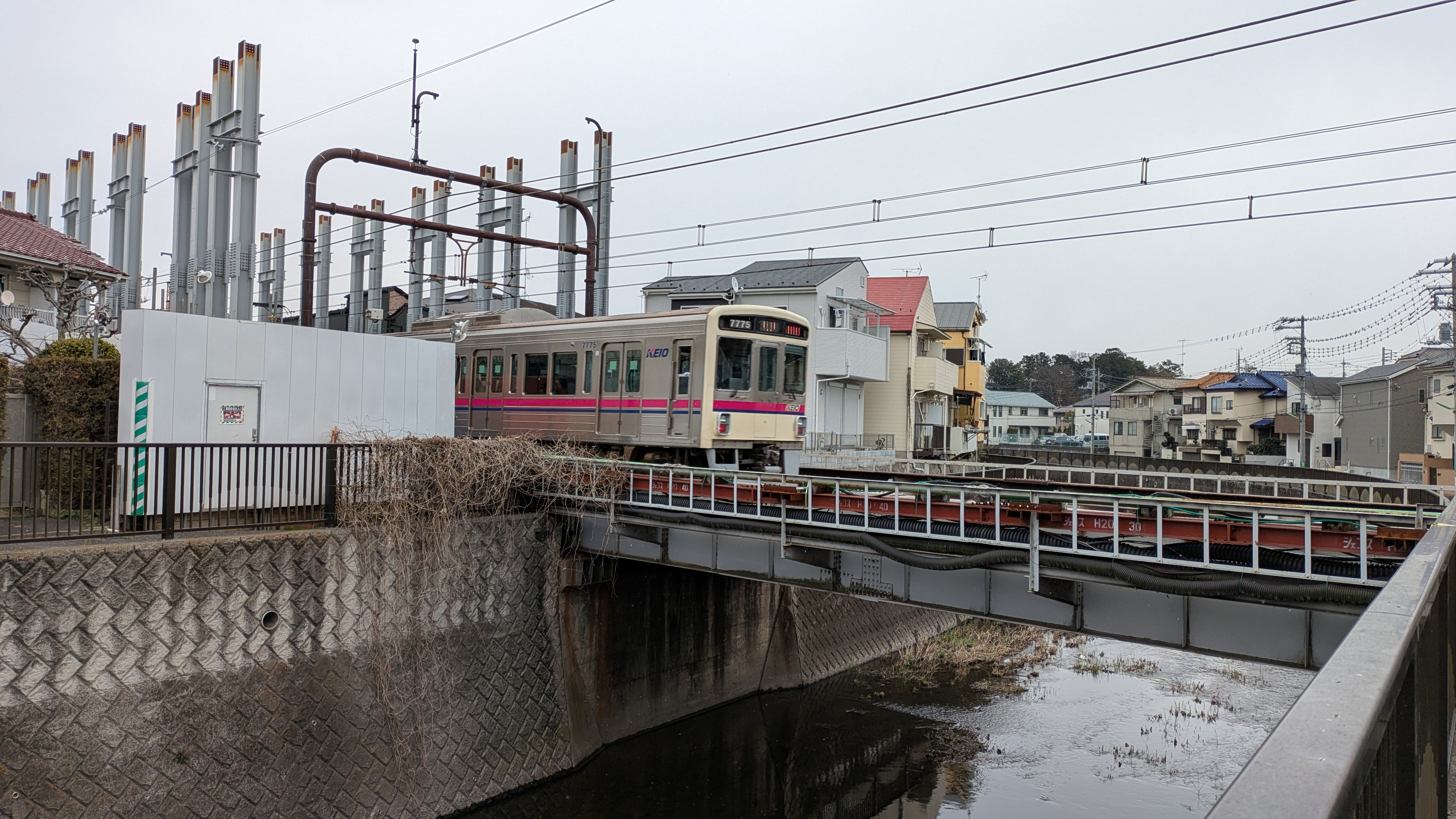
高架工事が進む京王線と仙川。この仙川陸橋は高架工事の過程で架け替えられる。（世田谷区給田）
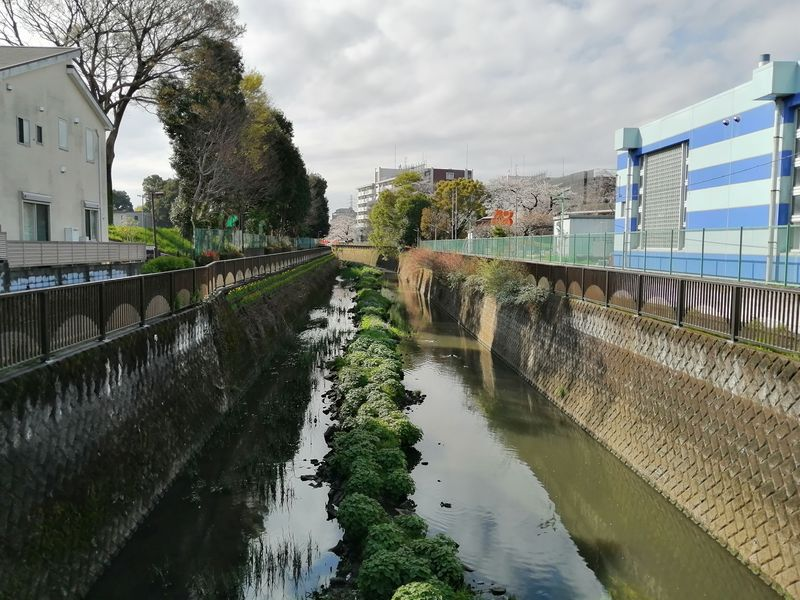
みどり橋から上流を望む。右は佼成学園幼稚園（世田谷区給田/上祖師谷）
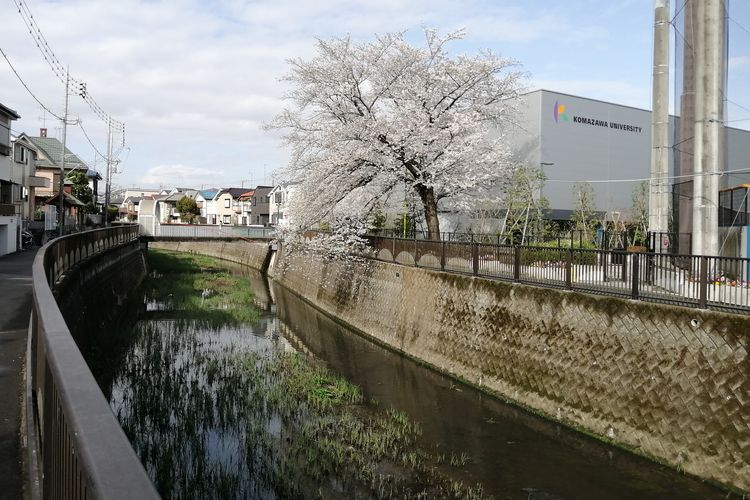
駒沢大学野球部施設付近。上流側に祖師谷中橋（世田谷区上祖師谷）
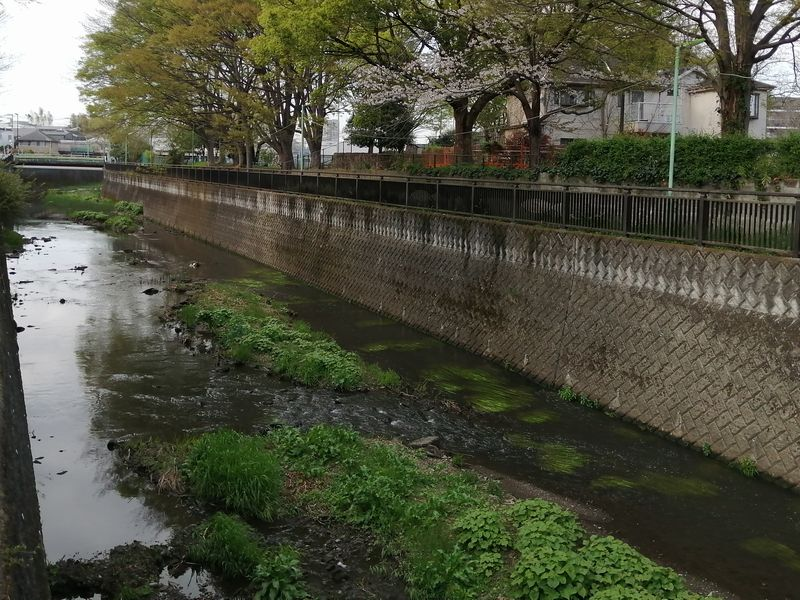
祖師谷公園付近。上流側に宮下橋（世田谷区上祖師谷）
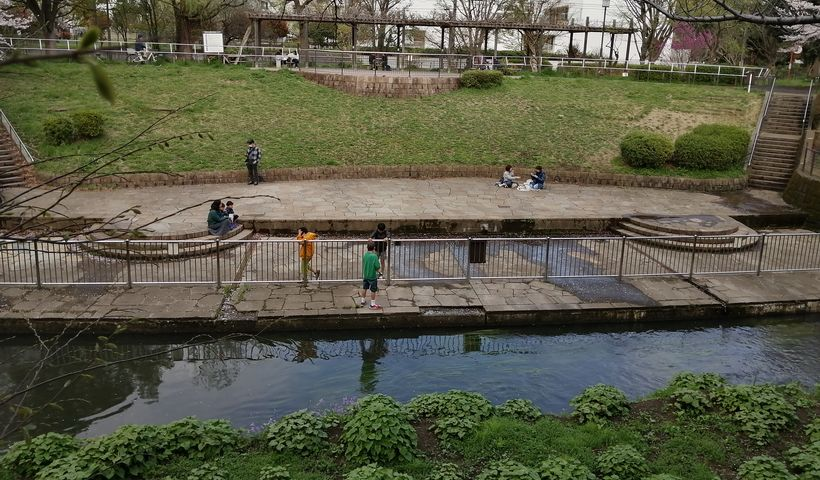
祖師谷公園の親水テラス。左岸の水面付近まで降りられる（世田谷区上祖師谷）
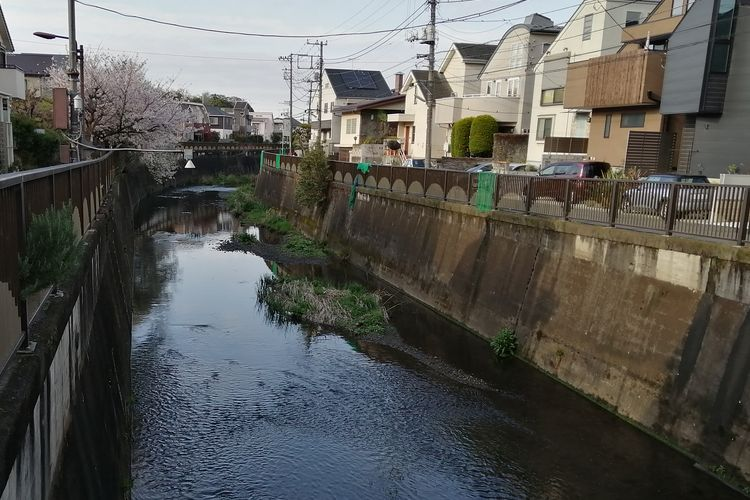
稲荷山橋から上流を望む。水位を検知する機器が設けられている（世田谷区成城/祖師谷）
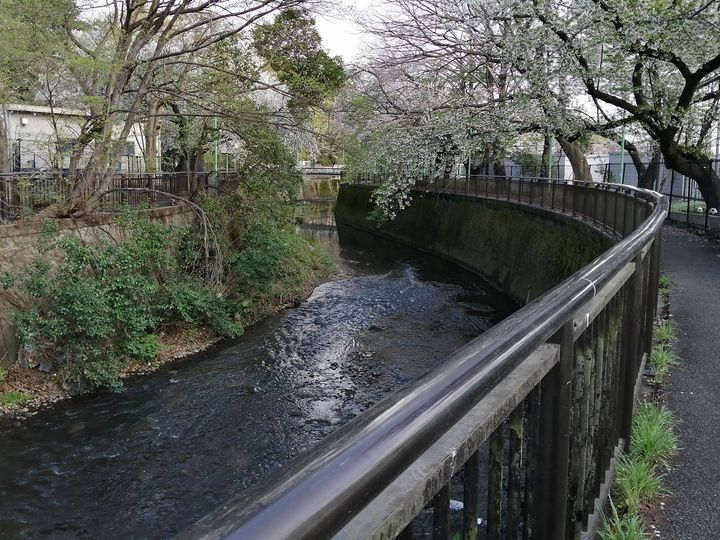
両岸とも成城学園。S字カーブを描いている。奥が下流（世田谷区成城/祖師谷）
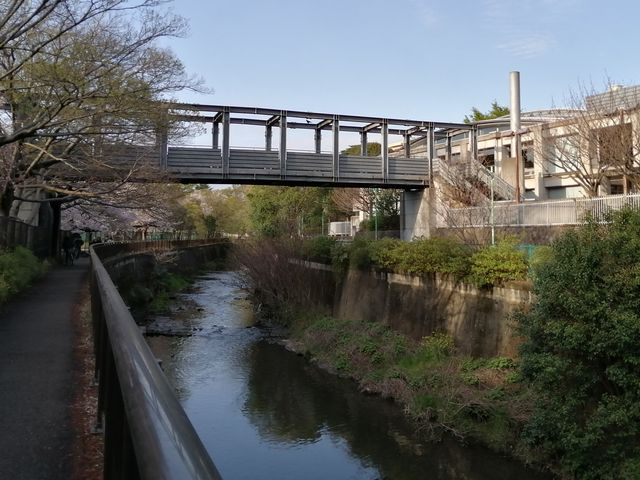
両岸の成城学園構内を結ぶ橋。奥が上流（世田谷区成城/祖師谷）
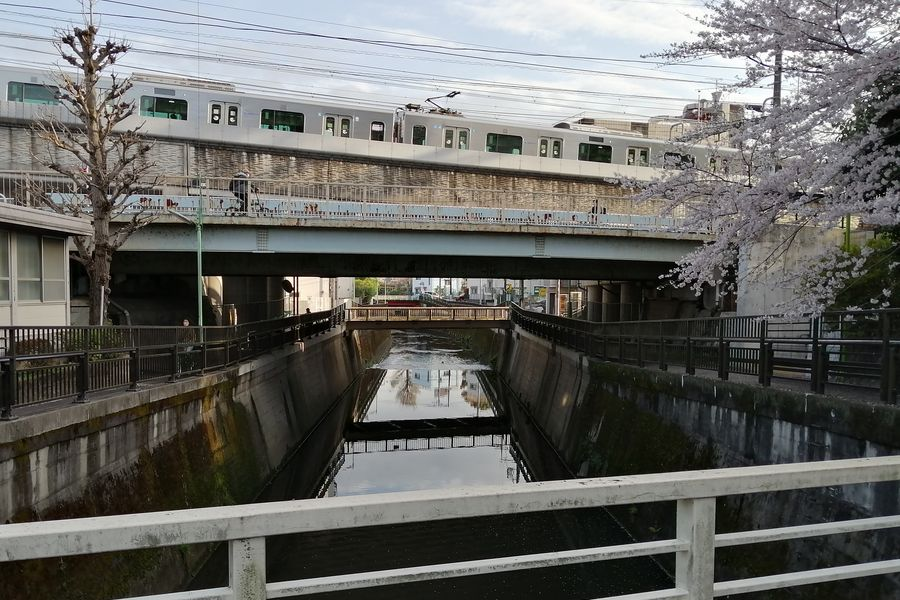
東原橋から望んだ下流。手前から成城橋、小田急線橋梁、無名三号橋、竜沢寺橋（世田谷区成城/祖師谷）
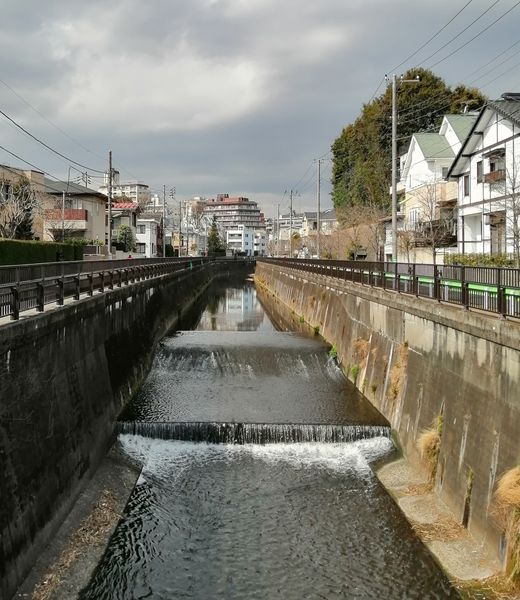
打越橋から望んだ上流。遠方に成城学園前駅付近のマンション（世田谷区成城）
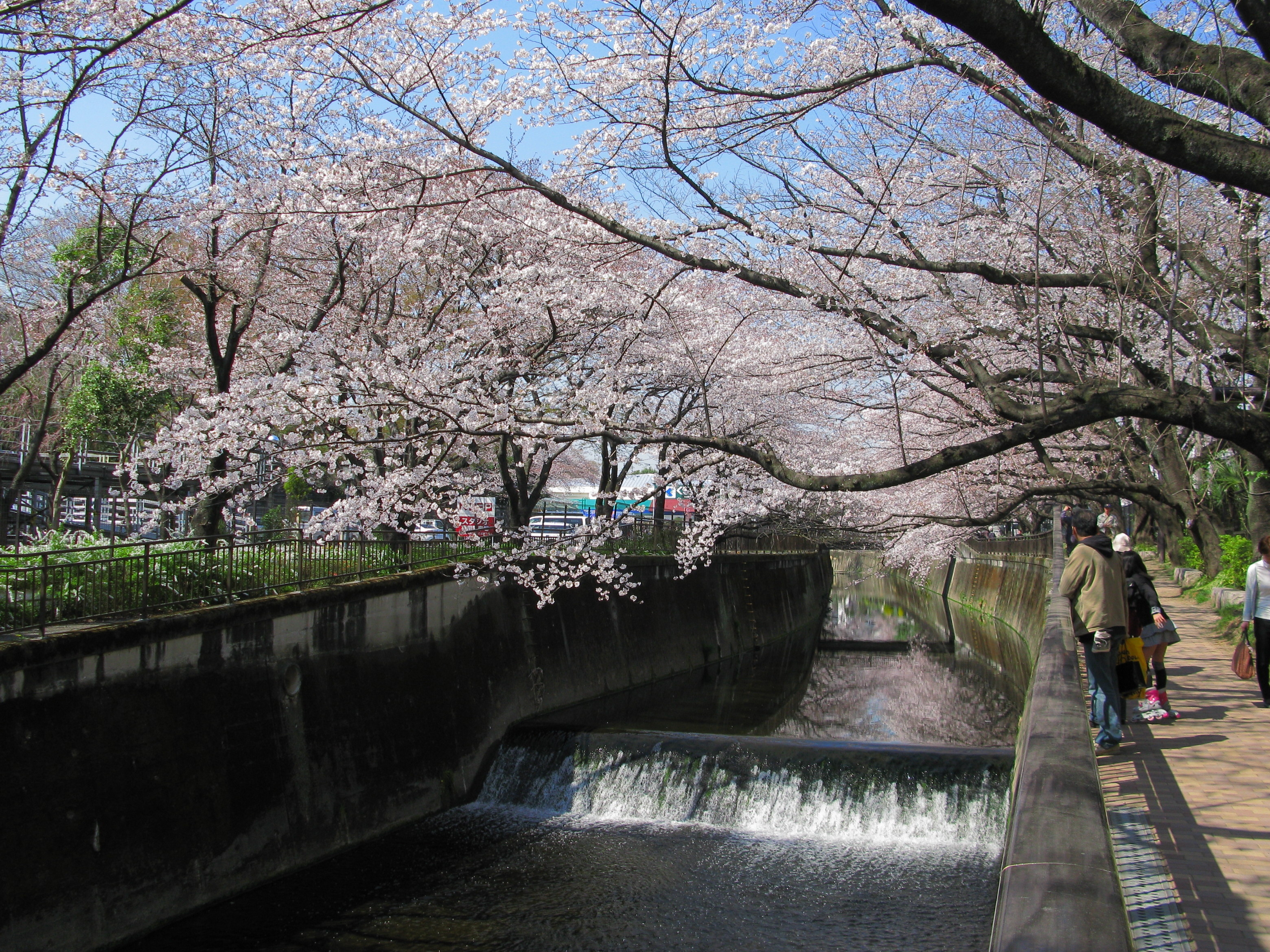
東宝スタジオ付近の仙川（世田谷区成城/砧）
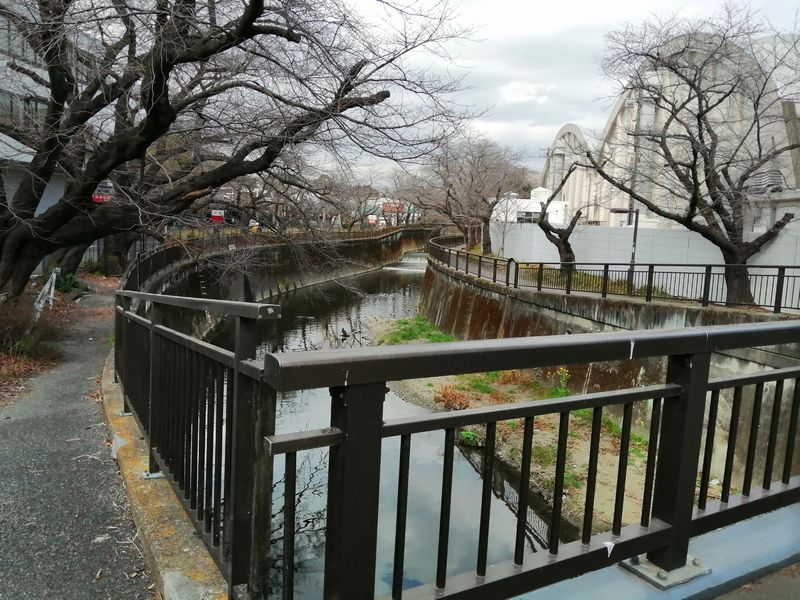
東宝スタジオ内の二の橋から望んだ上流。右は東宝ステージ（世田谷区成城/砧）
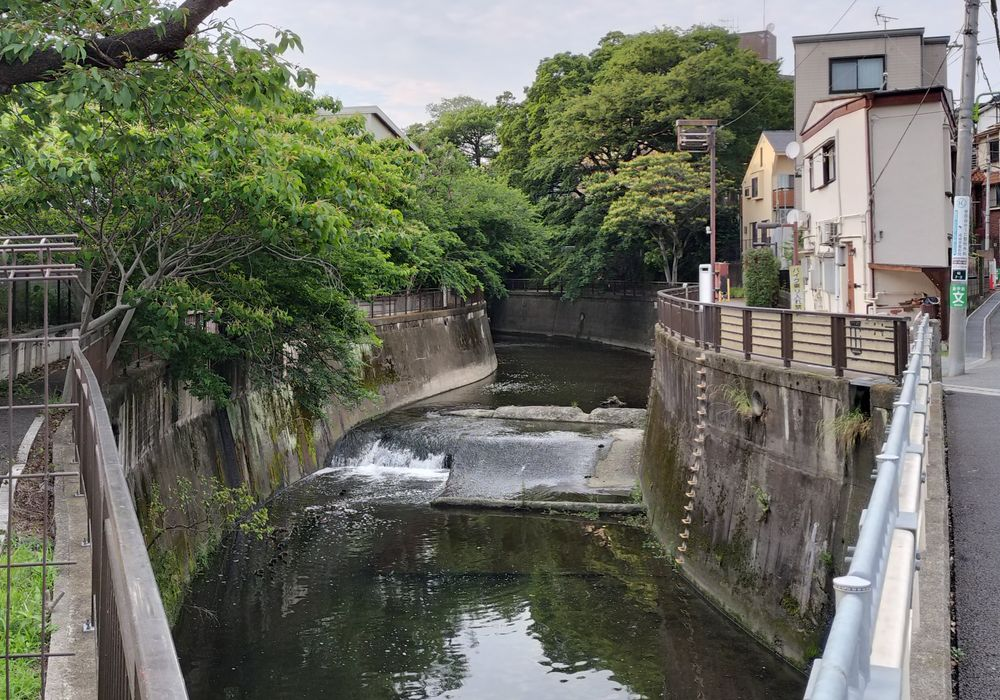
石井戸橋から上流を望む（世田谷区成城/砧）
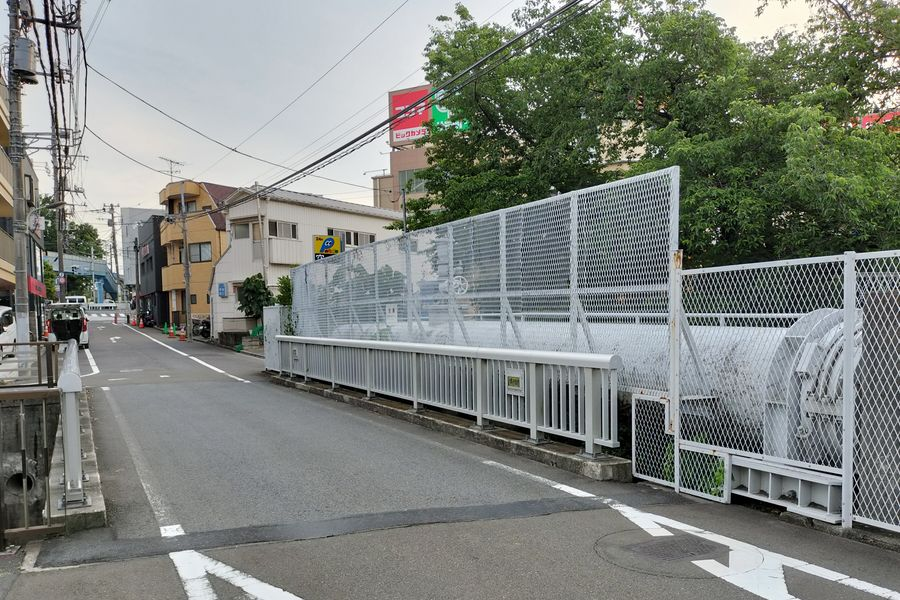
大蔵水道橋には荒玉水道が通る（世田谷区成城/砧/大蔵）
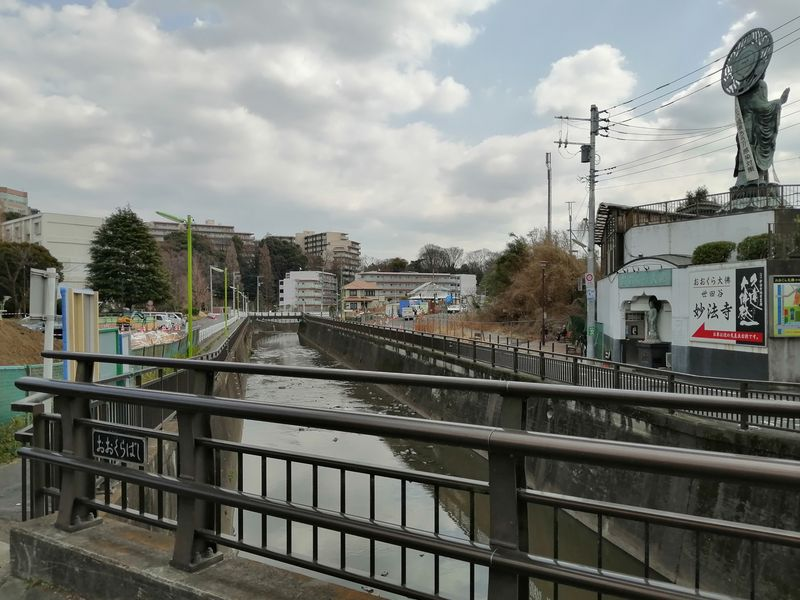
大蔵橋から望んだ下流。右は妙法寺の大仏（世田谷区大蔵）
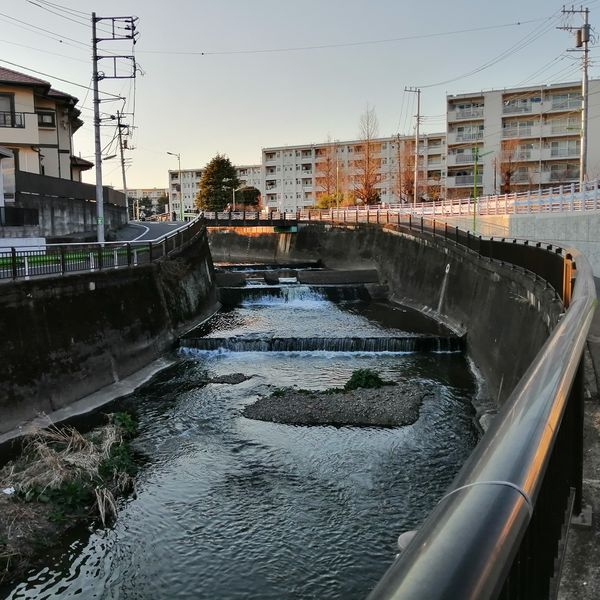
大蔵住宅と上谷戸橋（世田谷区大蔵）
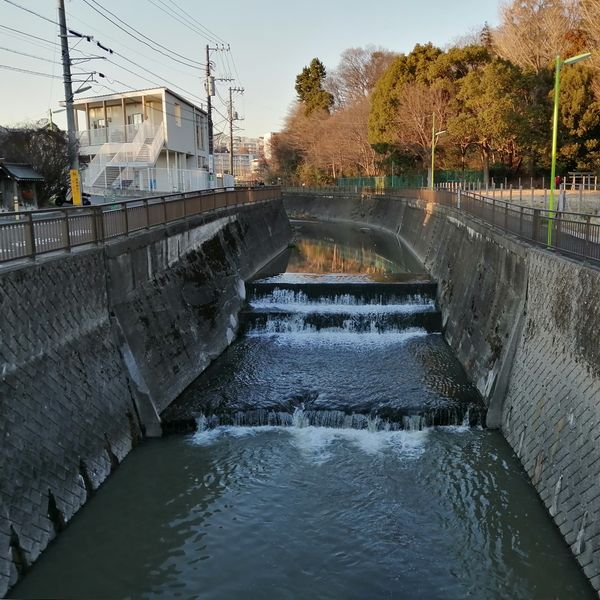
中之橋から望んだ上流。右は大蔵運動公園に続く樹林（世田谷区大蔵）
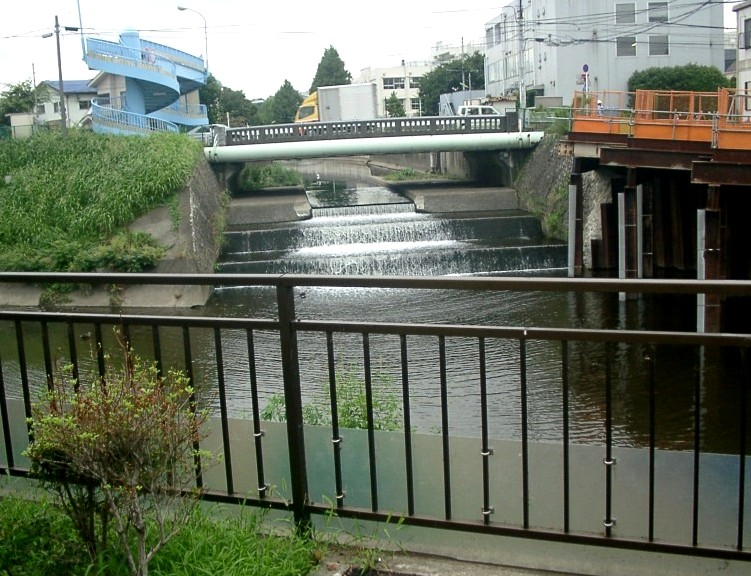
野川に合流する仙川（世田谷区鎌田）

### ライブカメラ
- YouTube東京都水防チャンネル【仙川】仙川取水映像監視局［小金井市緑町2］ 緑町 (小金井市)
- YouTube東京都水防チャンネル【仙川】仙川花見映像監視局［小金井市梶野町4］ 梶野町 (小金井市)
- YouTube東京都水防チャンネル【仙川】長久保映像監視局［三鷹市新川6］ 新川 (三鷹市)
- YouTube東京都水防チャンネル【仙川】鎌田橋仙川映像監視局［世田谷区鎌田3］ 鎌田 (世田谷区)